# Sofía Hernández Salazar
Sofía Hernández Salazar (San José, 26 augustus 1998) is een Costa Ricaanse klimaatactiviste
Hernández studeert politieke wetenschappen aan de Universiteit van Costa Rica. Ze is organisator van Fridays For Future Costa Rica, coördinator van Escazú Ahora Costa Rica en Young Leaders Costa Rica en medeoprichter van Latinas For Climate.

## Activisme
Midden 2019 sloot ze zich aan bij Fridays For Future Costa Rica en tijdens een van haar eerste stakingen voor het presidentiële huis maakte ze deel uit van de jongerendelegatie die een gesprek had met president Carlos Alvarado Quesada over het belang van het uitroepen van een klimaatnoodsituatie en om jongeren een echte hoofdrol te geven in besluitvormingsruimten op het gebied van klimaat en milieu. Vervolgens voerde ze ook gesprekken met vice-president Epsy Campbell Barr, waar ze aandrong op het belang van ratificatie van de Escazú-overeenkomst (Acuerdo de Escazú) en met de vice-minister van Politieke Zaken en Burgerdialoog over het belang om de sleepnetwet in te trekken.
In december 2019 was Hernández aanwezig op COP25 als lid van de Costa Ricaanse delegatie.
Sinds september 2020 is ze een van de coördinatoren van Escazú Now, een initiatief van Fridays For Future Costa Rica, Greenwolf Costa Rica en het Youth and Climate Change Network dat tot doel heeft de ratificatie en correcte uitvoering van de Escazú-overeenkomst in het land te bevorderen. Hernández was eind november 2020 mede-organisator en lid van de Costa Ricaanse delegatie van Mock Cop26, een online conferentie van twee weken die werd bijgewoond door 350 jongerenafgevaardigden uit 141 landen.
In december 2020 maakte Hernández deel uit van een wereldwijde groep van negen vrouwelijke en non-binaire activisten die een brief aan de wereldleiders publiceerden op Thomson Reuters Foundation News, getiteld "As the Paris Agreement on Climate Change marks five years, urgent action on climate threats is needed now" ("Aangezien het Akkoord van Parijs over klimaatverandering al vijf jaar oud is, zijn er nu dringende acties nodig op het gebied van bedreigingen voor het klimaat"). De internationale groep omvatte ook Mitzi Jonelle Tan (Filipijnen), Belyndar Rikimani (Salomonseilanden), Leonie Bremer (Duitsland), Laura Veronica Muñoz (Colombia), Fatou Jeng (Gambia), Disha Ravi (India), Hilda Flavia Nakabuye (Oeganda) en Saoi O'Connor (Ierland).